# Gbangbégouiné-Yati
Gbangbégouiné-Yati est une ville située à l'ouest de la Côte d'Ivoire, et appartenant au département de Man, dans la Région de Tonkpi et le district des Montagnes. La localité de Gbangbégouiné-Yati est un chef-lieu de sous-préfecture . Gbangbégouiné-Yati est à dix-huit kilomètres de la ville de Man sur l'axe Man-Danané. Sa population est de 25 660 habitants dont 11 647 femmes et 14 013 hommes. Sa population est composée de Yacouba ou Dan qui sont les autochtones, des allochtones (Malinkés, Sénoufos, Mahous...) et les communautés étrangères (Guinéens, Maliens, Burkinabés...)